# 小森敬仁
小森 敬仁（こもり のりひと、1973年3月27日 - ）は、日本の俳優。大阪府出身。たむらプロ所属。
身長186cm。血液型A型。趣味は乗馬。特技は殺陣、ラグビー。

## 出演作品

### テレビドラマ
- 19borders（2005年）
- スイッチを押すとき（2006年）
- 孤独の賭け〜愛しき人よ〜（2007年）
- 壮絶人生ドキュメント 俺たちはプロ野球選手だった（2009年）
- 連続ドラマW
  - マークスの山（2010年）
  - 株価暴落（2014年）
- 金曜プレステージ 刑事・鳴沢了2〜偽りの聖母〜（2011年）
- 木曜ドラマ9 ランナウェイ〜愛する君のために（2011年）
- 金曜ナイトドラマ ジウ 警視庁特殊犯捜査係（2011年） - 中野巡査
- O-PARTS〜オーパーツ〜（2012年）
- 37歳で医者になった僕〜研修医純情物語〜（2012年）
- GTO 秋も鬼暴れスペシャル（2012年）
- 相棒
  - season11（2012年） - 救急隊員
  - season18（2020年） - 広瀬（金浪会幹部）
- 闇金ウシジマくん season2（2014年）
- スミカスミレ 45歳若返った女（2016年）
- 土曜ワイド劇場 監察官・羽生宗一5（2017年） - 清水
- 大河ドラマ
  - 西郷どん（2018年）
  - いだてん〜東京オリムピック噺〜（2019年）
- 内田康夫サスペンス 浅見光彦 軽井沢殺人事件（2022年2月28日、テレビ東京）
- TOKYO VICE（2022年）-刑事
- インフォーマ（2023年）−刑事
- 夫婦の秘密（2024年）-刑事

### 配信ドラマ
- さらば、銃よ 警視庁特別銃装班 第7話・第8話（2023年4月14日、Lemino） - マフィア幹部 役[2]

### 映画
- 釣りバカ日誌12 史上最大の有給休暇（2001年）
- RED HARP BLUES（2002年）
- バトル・ロワイアルII 鎮魂歌（2003年）
- イキガミ（2008年）
- あばしり一家（2009年）
- プラトニック・セックス（2010年）
- 臨場 劇場版（2012年） - 刑事
- ブレイブX 極道十勇士（2017年）
- 星屑の町（2020年）
- 弟とアンドロイドと僕（2022年）
- 愛のこむらがえり（2023年）
- アディクトを待ちながら（2024年）

### 舞台
- THE 平成時代劇 清水の次郎長（2012年）
- ラフカット（2012年）
- 暗転セクロス（2013年）
- ビートバン・ゴー! ゴー!（2017年）
- BLACK DICE（2017年）
- 幕張の女（2018年）
- ジグジグ・ストロングシープス・グランドロマン オムニバス公演（2019年）

### CM
- ファミリーマート

### WEB
- 国税庁「上場株式等の譲渡所得及び配当所得の申告手続」（2016年）